# Bernard von Brentano
Bernard von Brentano (* 15. Oktober 1901 in Offenbach am Main; † 29. Dezember 1964 in Wiesbaden) war ein deutscher Schriftsteller, Lyriker, Dramatiker, Erzähler, Romancier, Essayist und Journalist.

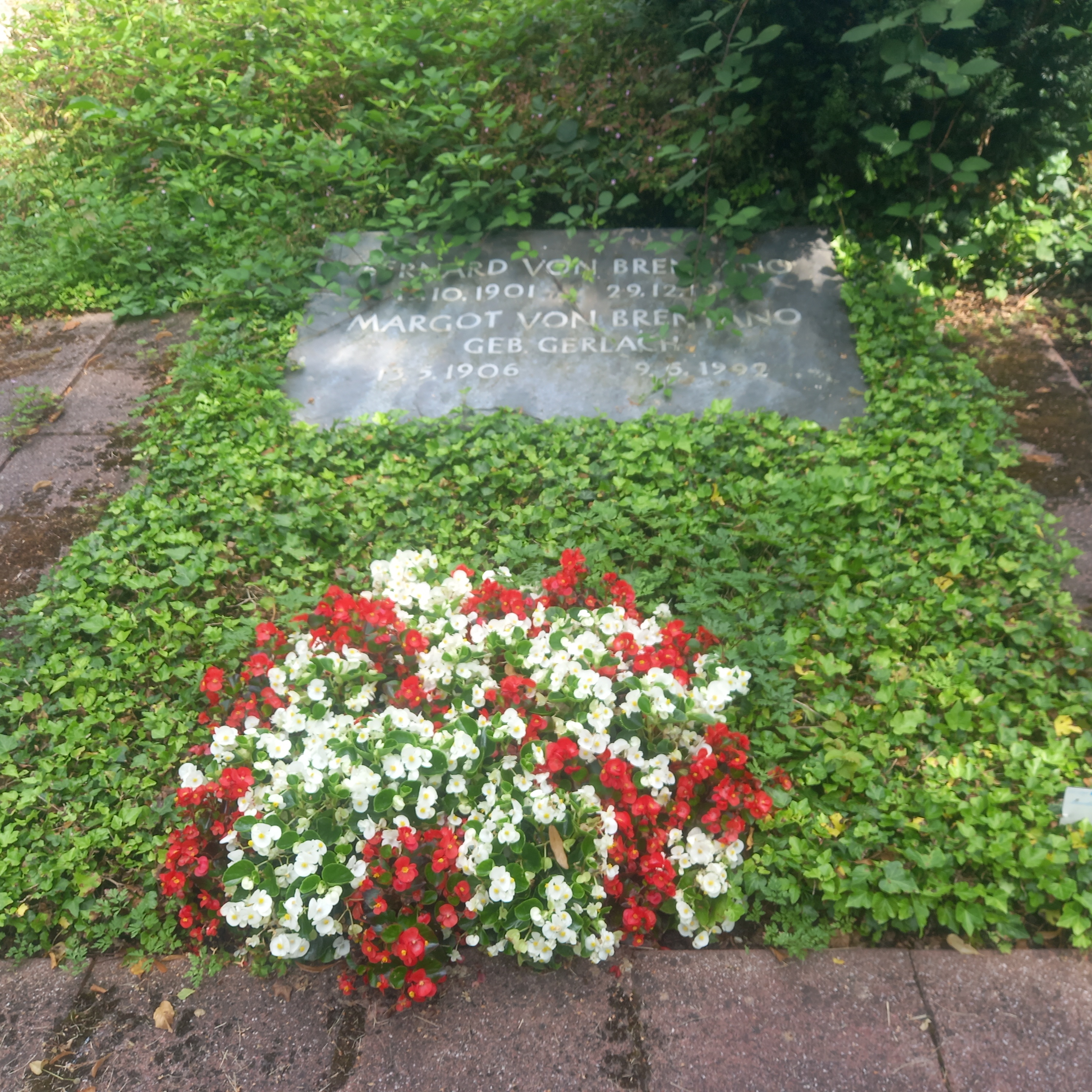
Das Grab von Bernard von Brentano und seiner Ehefrau Margot geborene Gerlach auf dem Friedhof Sonnenberg in Wiesbaden

## Leben
Bernard von Brentano war ein Sohn des hessischen Innen- und Justizministers Otto von Brentano di Tremezzo und ein Bruder von Peter Anton, Clemens und Heinrich von Brentano. Seine Mutter Lilla Beata, geborene Schwerdt, stammte aus der Frankfurter Linie der Brentanos.
Anders als seine Brüder hat Bernard von Brentano den Langnamen seiner Familie, Brentano di Tremezzo, kaum benutzt.
Nach dem Abitur in Offenbach studierte Brentano Philosophie in Freiburg, München, Frankfurt und Berlin. In Freiburg wurde er aktives Mitglied der katholischen Studentenverbindung Bavaria, in München des K. St. V. Rheno-Bavaria, beide im Kartellverband, seit 1920 war er Mitglied im P.E.N. Sein Stück GELD (1924) wurde unter der Intendanz von Gustav Hartung in Darmstadt aufgeführt, Dramaturg war Peter Suhrkamp.
Von 1925 bis 1930 arbeitete Brentano beim Feuilleton im Berliner Büro der Frankfurter Zeitung und wurde dort Nachfolger von Joseph Roth, mit dem er eng befreundet war. Im Bund proletarisch-revolutionärer Schriftsteller engagierte er sich stark und war auch Mitarbeiter der Zeitschrift Die Linkskurve. Zusammen mit Bertolt Brecht wollte er 1929/30 eine weitere literarische Zeitung herausgeben, dieses Projekt konnte jedoch nicht realisiert werden.
In seinem 1929 erschienenen Essay Über den Ernst des Lebens wertete Brentano Kriegsbriefe gefallener Soldaten aus und kritisierte die Verherrlichung des Krieges. Mit dem 1932 erschienenen prophetischen Buch Der Beginn der Barbarei in Deutschland zog er sich endgültig den Hass der Nationalsozialisten zu. Seine Bücher wurden nach deren Machtergreifung auf dem Scheiterhaufen verbrannt.
Ob Brentano Mitglied der KPD gewesen ist, konnte bislang nicht eindeutig geklärt werden, es gibt allerdings etliche Indizien dafür. In jedem Fall lehnte Brentano nach zwei Moskaureisen im Jahre 1930 und 1932 das Stalinregime ab und distanzierte sich später auch vom Marxismus.
Brentano verließ Anfang April 1933 Berlin und emigrierte in die Schweiz, seit 1934 lebte er mit seiner Familie in Küsnacht bei Zürich. Dort arbeitete er für die Neue Zürcher Zeitung und die Weltwoche. In dem Zürcher Verlag Oprecht erschien 1936 Brentanos Hauptwerk Theodor Chindler, das mehrfach neu aufgelegt und von Hans W. Geißendörfer 1979 verfilmt wurde. Dieser Roman, von Thomas Mann sehr gelobt, schildert den Zusammenbruch des Wilhelminischen Kaiserreiches am Beispiel einer katholischen Familie und greift teilweise auf die eigene Familiengeschichte zurück.
Ab 1940 bemühte sich Brentano um eine Repatriierung. Er schrieb an das Auswärtige Amt in Berlin: „Neben der aufmerksamen Betrachtung der vom Führer eingeleiteten und vollbrachten Politik, haben gerade die Erfahrungen, die ich als Deutscher im Ausland, in der Schweiz und auf Reisen in Frankreich, machte, meine früheren innenpolitischen Ansichten völlig umgestossen.“ In einer Anlage distanzierte er sich von Thomas Mann und nannte seine politischen Ansichten grundverschieden. Zwar wurde Brentano die Rückkehr zugestanden, jedoch gab ihm die Reichsschrifttumskammer nicht die Zusage zur literarischen Tätigkeit. Der Historiker Jean Rudolf von Salis, der berichtete, Brentano habe sich bei Kriegsbeginn in seiner Gegenwart zu einem antisemitischen Ausbruch hinreißen lassen, erklärte sich das Verhalten mit einer tiefen Lebensangst, Brentano habe in panischer Angst gelebt, den Nationalsozialisten in die Hände zu fallen. Seine Ehefrau Margot von Brentano-Gerlach hatte eine jüdische Mutter.
Erst 1949 kehrte er aus der Emigration nach Deutschland, in das „Land der Liebe“, wie er es in seiner Autobiographie 1952 nannte, zurück und lebte mit seiner Familie bis zu seinem Tod in Wiesbaden.
1955 wurde von Brentano mit der Goethe-Plakette des Landes Hessen ausgezeichnet.

## Nachlass
Bereits 1984 wurden Teile des Nachlasses als Leihgabe der Familie an das Deutsche Literaturarchiv Marbach übergeben, im Mai 2018 kaufte das Literaturarchiv den gesamten Nachlass. Neben Korrespondenzen mit Zeitgenossen aus Literatur und Wissenschaft, beispielsweise Theodor W. Adorno oder Thomas Mann, enthält der Nachlass Tagebücher und Fotografien Brentanos.

## Werke
- Gedichte. Urban Verlag, Freiburg 1923. (48 S)
- Geld. Urban Verlag, Freiburg 1924. (90 S)
- Die Gedichte an Ophelia. F. Schöningh, Paderborn. (66 S)
- Über den Ernst des Lebens. Verlag Ernst Rowohlt, Berlin 1929. (48 S)
- Kapitalismus und schöne Literatur. Verlag Ernst Rowohlt, Berlin 1930.
- Der Beginn der Barbarei in Deutschland. Verlag Ernst Rowohlt, Berlin 1932. (Neuausgabe (hrsg. von Roman Köster): Eichborn Verlag, Köln 2019, ISBN 978-3-8479-0670-4) (Leseprobe)
- Berliner Novellen. Oprecht & Helbling, Zürich 1934.
- Theodor Chindler. Oprecht & Helbling, Zürich 1936.
- Prozess ohne Richter. Querido, Amsterdam  1937.
- Die ewigen Gefühle. Querido, Amsterdam 1939.
- Une Famille Allemande. (franz. Ausgabe Theodor Chindlier), Grasset, Paris 1939.
- Phädra, Schauspiel in fünf Aufzügen. Zürich, New York, Oprecht 1939.
- Tagebuch mit Büchern. Atlantis-Verlag, Zürich 1943.
- August Wilhelm Schlegel – Geschichte eines romantischen Geistes. Cotta, Stuttgart 1944.
- Goethe und Marianne von Willemer – Geschichte einer Liebe. Classen, Zürich 1945.
- Franziska Scheler. Atlantis-Verlag, Zürich 1945.
- Das unerforschliche Gefecht – eine Erzählung in Versen. Classen, Zürich 1946.
- Martha und Maria – eine Erzählung in Versen. Limes-Verlag, Wiesbaden 1946.
- Streifzüge – Tagebuch mit Büchern, Neue Folge. Classen, Zürich 1947.
- Die Schwestern Usedom. Classen, Zürich 1948.
- Sophie Charlotte und Danckelmann – Eine preußische Historie. Limes-Verlag, Wiesbaden 1949.
- Du Land der Liebe – Bericht von Abschied und Heimkehr eines Deutschen. Wunderlich, Tübingen 1952.
- Die geistige Situation der Kunst in der Gesellschaft. 1955.
- Das Menschenbild in der modernen Literatur. 1958.
- Schöne Literatur und öffentliche Meinung – Literarische Essays. Limes-Verlag, Wiesbaden 1962.
- Erzählungen. Roether, Darmstadt 1965.

posthum:
- Drei Prälaten, Essays. (Nachw. von Konrad Feilchenfeldt), Limes-Verlag, Wiesbaden 1974, ISBN 3-8090-2055-9.
- Proces Zonder Rechters. (niederl. Ausgabe von Prozess ohne Richter), De Lange, Amsterdam 1982, ISBN 90-6133-118-8.
- Wo in Europa ist Berlin. Insel-Verlag, Frankfurt 1981, ISBN 3-458-04898-7.